# Hornell
Hornell est une ville du comté de Steuben dans l'État de New York.
Elle a été fondée en 1790.
Sa population était de 8 563 habitants en 2010.
La ville tire son nom de la famille Hornell, qui fit partie de ses premiers habitants.
Hornell est surnommée la « ville érable » à cause des grands érables qui poussaient autrefois dans toute la ville et recouvraient les collines de la Castineo Valley.